# Carmenta leptosoma
Carmenta leptosoma is een vlinder uit de familie wespvlinders (Sesiidae), onderfamilie Sesiinae.
Carmenta leptosoma is voor het eerst wetenschappelijk beschreven door Eichlin in 2002. De soort komt voor in het Neotropisch gebied.